# Shouganai Yume
«Shouganai Yumeoibito» (しょうがない 夢追い人 La gente no puede perseguir sueños?) es el sencillo número 39 de Morning Musume. Fue lanzado bajo el sello de Zetima el 13 de mayo de 2009.

## Canciones del sencillo
1.しょうがない 夢追い人　
2.３、２、１　ＢＲＥＡＫＩＮ'ＯＵＴ！　
3.しょうがない 夢追い人(Instrumental)

## Miembros presentes en el sencillo
- 5ª Generación: Ai Takahashi, Risa Niigaki
- 6ª Generación: Eri Kamei, Sayumi Michishige, Reina Tanaka
- 7ª Generación: Koharu Kusumi
- 8ª Generación: Aika Mitsui, Junjun, Linlin